# Бакиров, Асылгузя
Асылгузя Бакиров (Асылгузя Абубакиров; 1785, Каракучуково, Уфимское намѣстничество — 1848, Каракучуково, Оренбургская губерния) — военный деятель, подпоручик (1813). Походный старшина, командир 4-го Башкирского полка в Отечественной войне 1812 года и Заграничных походах русской армии в 1813—1814 гг..

## Биография
Родился в 1785 году в деревне Каракучуково Дуванейской волости Белебеевского уезда (ныне — село Урняк Чекмагушевского района Республики Башкортостан).
С началом Отечественной войны 1812 года из башкир 12-го, 8-го, 5-го и 4-го кантонов был образован 4-й Башкирский конный полк. Походный старшина Асылгузя Бакиров был командиром этого полка. 25 июля 1812 года 4-й Башкирский полк направился в Нижний Новгород, затем в сторону Полоцка, куда прибыл 16 октября. 14-16 ноября участвовал в битве при Березине.
В 1813 году в Лейпциге 4-й Башкирский полк участвовал в «Битве народов». 10 августа 1813 года получил звание подпоручика.
30 и 31 октября 1813 года в сражении за Дрезден особо отличились 4-й и 14-й Башкирские полки. За проявленный в этом сражении героизм 27 декабря 1813 года награждён орденом Святой Анны III степени.
В 1814 году в составе части 4-го Башкирского полка участвовал в сражении за Париж.
По возвращении на родину служил старшиной 14-го юрта. 12-го башкирского кантона.
28 января 1823 года вместе с сыновьями Мухаметгареем и Шагингиреем получил потомственное дворянство.

## Награды
- орден Святой Анны III степени (27 декабря 1813 года)
- медаль «За взятие Парижа 19 марта 1814 года»
- медаль «В память Отечественной войны 1812 года»

## Память
- В 2012 году в селе Урняк Чекмагушевского района Республики Башкортостан в его честь была установлена мемориальная доска[10].
- В 2014 году в саду «Электрометаллург» города Челябинска в его честь была установлена мемориальная доска[11].